# Litouwen op het Eurovisiesongfestival 2009

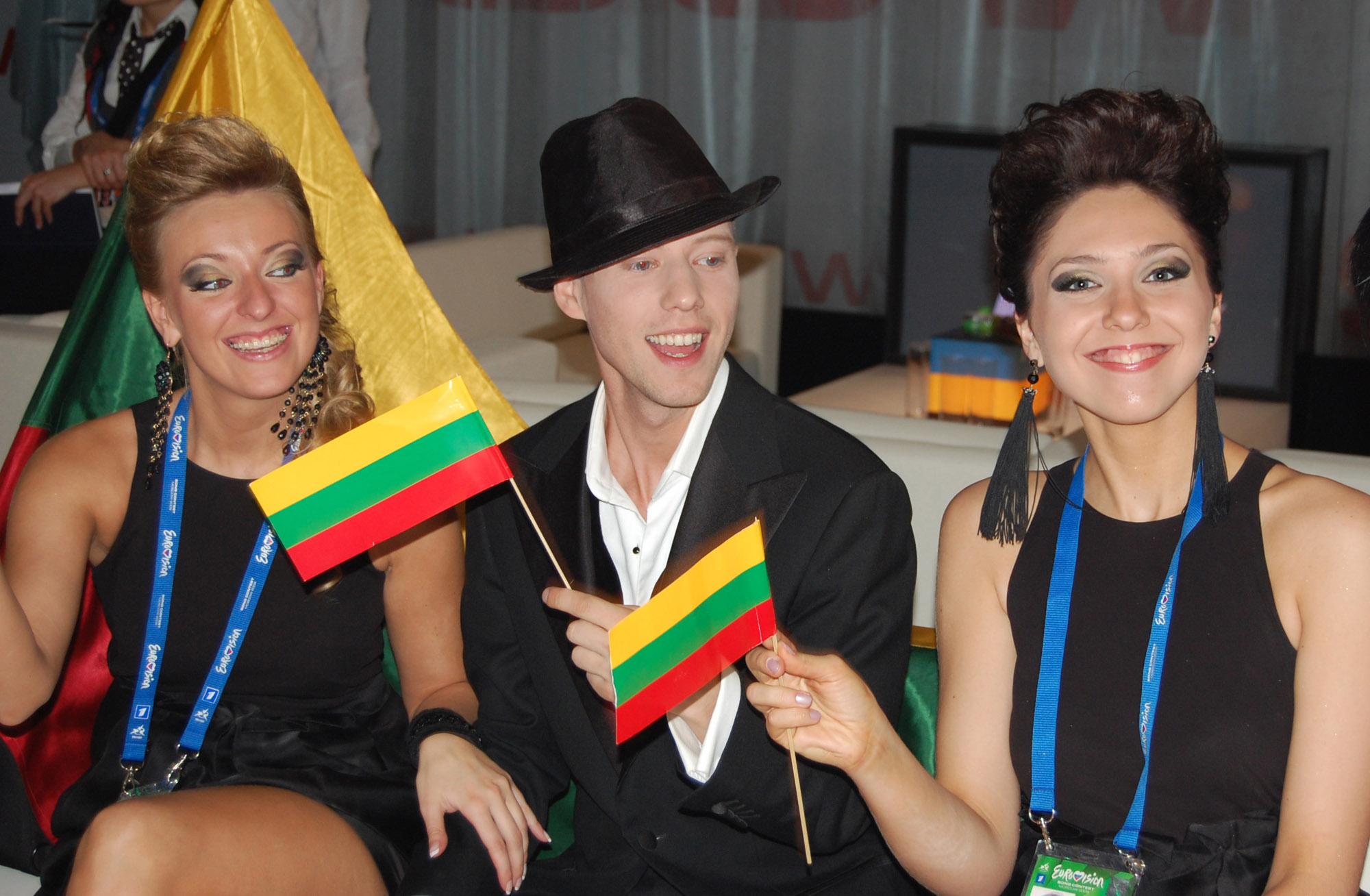
Sasha Son in de finale van Eurovisiesongfestival in 2009

Litouwen nam deel aan het Eurovisiesongfestival 2009 in Moskou, Rusland. Het was de 10de deelname van het land op het Eurovisiesongfestival. De selectie verliep via een nationale finale. De LRT was verantwoordelijk voor de Litouwse bijdrage voor de editie van 2009.

## Selectieprocedure
De Litouwse omroep koos ervoor om hun kandidaat en lied deze keer via een nationale finale te selecteren.
Er waren eerst 3 kwartfinales met elk 12 artiesten, waarvan er 6 doorgingen naar de halve finales.
In de halve finales namen elk 10 artiesten deel, 5 ervan gingen door naar de finale.

### Kwartfinales
| Volgorde | Artiest                                   | Lied                 | Punten | Plaats |
| -------- | ----------------------------------------- | -------------------- | ------ | ------ |
| 1        | Jonas Čepulis and Skirmantė               | "Uosilėli žaliasai"  | 49     | 7      |
| 2        | Alanas                                    | "Geras jausmas"      | 35     | 9      |
| 3        | Violeta Tarasovienė                       | "Aš būsiu šalia"     | 74     | 3      |
| 4        | Milana                                    | "Ar tu mane matei"   | 30     | 12     |
| 5        | Vilius Tarasovas                          | "Aš tik tavim tikiu" | 64     | 4      |
| 6        | Augustė                                   | "Not The Best Time"  | 41     | 8      |
| 7        | Darius Pranckevičius and Violeta Valskytė | "Nelytėta viltis"    | 78     | 2      |
| 8        | Kamilė                                    | "No Way to Run"      | 33     | 10     |
| 9        | Sasha Son                                 | "Pasiklydęs žmogus"  | 92     | 1      |
| 10       | Vita Rusaitytė                            | "Dar pabūkim drauge" | 33     | 10     |
| 11       | 69 danguje                                | "Meilės simfonija"   | 62     | 5      |
| 12       | Egidijus Sipavičius                       | "Per mažai"          | 56     | 6      |

| Volgorde | Artiest                               | Lied                | Punten | Plaats |
| -------- | ------------------------------------- | ------------------- | ------ | ------ |
| 1        | Biplan                                | "Ar lauksi manęs?"  | 44     | 9      |
| 2        | Rūta Ščiogolevaitė                    | "Redemption"        | 81     | 3      |
| 3        | Linas Adomaitis                       | "Tavo spalvos"      | 71     | 4      |
| 4        | Soliaris, Greta & SEL                 | "Noriu žinot"       | 53     | 8      |
| 5        | YVA                                   | "Į dangų"           | 54     | 6      |
| 6        | BIX                                   | "Gyvenimo valsas"   | 56     | 5'     |
| 7        | Kastaneda                             | "Aš tik šoumenas"   | 35     | 12     |
| 8        | Deivis                                | "Lietuva"           | 120    | 1      |
| 9        | Urtė Šilagalytė                       | "The Elegant Blues" | 54     | 7      |
| 10       | Taja                                  | "Vėjai keturi"      | 44     | 10     |
| 11       | Siela                                 | "Euforija"          | 38     | 11     |
| 12       | Rosita Čivilytė and Donatas Montvydas | "Dainų daina"       | 95     | 2      |

| Volgorde | Artiest                     | Lied                   | Punten | Plaats |
| -------- | --------------------------- | ---------------------- | ------ | ------ |
| 1        | Saulės Kliošas              | "Saulė"                | 46     | 7      |
| 2        | Donatas Montvydas           | "From The Distance"    | 106    | 1      |
| 3        | Širdelės                    | "Visko per mažai"      | 43     | 8      |
| 4        | Indraya                     | "Svetima"              | 20     | 12     |
| 5        | Natalija & Deivydas Zvonkai | "Mes gyvenam gerai"    | 40     | 9      |
| 6        | Milanno and Karina Krysko   | "Kelias pas tave"      | 55     | 6      |
| 7        | Fuego                       | "Žvaigždžių milijonai" | 90     | 2      |
| 8        | Stano                       | "Viskas pasakyta"      | 35     | 10     |
| 9        | Asta Pilypaitė and Onsa     | "Labas"                | 75     | 4      |
| 10       | Aurelija Slavinskaitė       | "Part of Me"           | 59     | 5      |
| 11       | ŠokoLedas                   | "Plastmasinė širdis"   | 29     | 11     |
| 12       | Rūta Lukoševičiūtė          | "Trapus zmogus"        | 77     | 3      |

### Halve finales
| Volgorde | Artiest                                 | Lied                 | Punten | Plaats |
| -------- | --------------------------------------- | -------------------- | ------ | ------ |
| 1        | Rosita Čivilytė & Donatas Montvydas     | "Dainų daina"        | 53     | 7      |
| 2        | Vilius Tarasovas                        | "Aš tik tavim tikiu" | 20     | 10     |
| 3        | Darius Pranckevičius & Violeta Valskytė | "Nelytėta viltis"    | 100    | 2      |
| 4        | Egidijus Sipavičius                     | "Per mažai"          | 32     | 9      |
| 5        | Linas Adomaitis                         | "Tavo spalvos"       | 82     | 3      |
| 6        | Milanno & Karina Krysko                 | "Kelias pas tave"    | 58     | 5      |
| 7        | Sasha Son                               | "Pasiklydęs žmogus"  | 109    | 1      |
| 8        | Violeta Tarasovienė                     | "Aš būsiu šalia"     | 39     | 8      |
| 9        | BIX                                     | "Gyvenimo valsas"    | 57     | 6      |
| 10       | Aurelija Slavinskaite                   | "Part of Me"         | 59     | 4      |

| Volgorde | Artiest                     | Lied                   | Punten | Plaats |
| -------- | --------------------------- | ---------------------- | ------ | ------ |
| 1        | Soliaris, Greta & SEL       | "Noriu žinot"          | 30     | 9      |
| 2        | YVA                         | "Į dangų"              | 16     | 10     |
| 3        | Asta Pilypaite & Onsa       | "Labas"                | 40     | 8      |
| 4        | Rūta Ščiogolevaitė          | "Redemption"           | 88     | 3      |
| 5        | Donatas Montvydas           | "From The Distance"    | 95     | 2      |
| 6        | 69 danguje                  | "Meilės simfonija"     | 110    | 1      |
| 7        | Urtė Šilagalytė             | "The Elegant Blues"    | 42     | 7      |
| 8        | El Fuego                    | "Žvaigždžiu milijonai" | 53     | 6      |
| 9        | Jonas Čepulis and Skirmantė | "Uosilėli žaliasai"    | 68     | 5      |
| 10       | Saulės Kliošas              | "Saulė"                | 75     | 4      |

### Finale
| Volgorde | Artiest                                 | Lied                | Punten | Plaats |
| -------- | --------------------------------------- | ------------------- | ------ | ------ |
| 1        | Saules kliošas                          | "Saulė"             | 19     | 9      |
| 2        | 69 Danguje                              | "Meilės simfonija"  | 76     | 3      |
| 3        | Rūta Ščiogolevaitė                      | "Redemption"        | 72     | 4      |
| 4        | Donatas Montvydas                       | "From The Distance" | 100    | 2      |
| 5        | Jonas Čepulis & Skirmantė               | "Uosilėli žaliasai" | 31     | 8      |
| 6        | Darius Pranckevičius & Violeta Valskytė | "Nelytėta viltis"   | 39     | 7      |
| 7        | Milanno & Karina Krysko                 | "Kelias pas tave"   | 48     | 6      |
| 8        | Sasha Son                               | "Pasiklydęs žmogus" | 120    | 1      |
| 9        | Linas Adomaitis                         | "Tavo spalvos"      | 62     | 5      |
| 10       | Aurelija Slavinskaitė                   | "Part of Me"        | 13     | 10     |

## In Moskou
In de tweede halve finale moest men aantreden als 14de, net na Griekenland en voor het Moldavië.
Op het einde van de puntentelling bleek dat ze 66 punten ontvangen hadden en op de 9de plaats waren geëindigd, dit was genoeg voor de finale.
Men ontving 1 keer het maximum van de punten.
België zat in de andere halve finale en Nederland had geen punten over voor deze inzending.
In de finale trad men op als eerste net voor Israël.
Op het einde van de avond bleek dat men op een 23ste plaats was geëindigd met 23 punten.
België en Nederland hadden geen punten over voor deze inzending.

### Gekregen punten

#### Halve finale 2
| 12 punten                         | 10 punten          | 8 punten | 7 punten                        | 6 punten          |
| --------------------------------- | ------------------ | -------- | ------------------------------- | ----------------- |
| - Ierland                         |                    |          | - Estland - Letland - Noorwegen | - Azerbeidzjan    |
| 5 punten                          | 4 punten           | 3 punten | 2 punten                        | 1 punt            |
| - Denemarken - Oekraïne - Rusland | - Moldavië - Polen |          | - Frankrijk                     | - Cyprus - Spanje |

#### Finale
| 12 punten | 10 punten             | 8 punten | 7 punten            | 6 punten                                |
| --------- | --------------------- | -------- | ------------------- | --------------------------------------- |
|           |                       |          | - Ierland - Letland |                                         |
| 5 punten  | 4 punten              | 3 punten | 2 punten            | 1 punt                                  |
|           | - Verenigd Koninkrijk |          | - Estland           | - Azerbeidzjan - Bulgarije - Denemarken |

| Jury punten finale | Jury punten finale | Jury punten finale                 | Jury punten finale | Jury punten finale    |
| 12 punten          | 10 punten          | 8 punten                           | 7 punten           | 6 punten              |
| ------------------ | ------------------ | ---------------------------------- | ------------------ | --------------------- |
|                    |                    |                                    |                    | - Bulgarije - Letland |
| 5 punten           | 4 punten           | 3 punten                           | 2 punten           | 1 punt                |
| - Denemarken       | - België           | - Frankrijk - Oekraïne - Slowakije |                    | - Moldavië            |

| Televoting punten finale | Televoting punten finale | Televoting punten finale | Televoting punten finale | Televoting punten finale |
| 12 punten                | 10 punten                | 8 punten                 | 7 punten                 | 6 punten                 |
| ------------------------ | ------------------------ | ------------------------ | ------------------------ | ------------------------ |
| - Ierland                |                          | - Verenigd Koninkrijk    |                          | - Letland                |
| 5 punten                 | 4 punten                 | 3 punten                 | 2 punten                 | 1 punt                   |
| - Estland                | - Azerbeidzjan           |                          | - Wit-Rusland            | - Noorwegen              |

### Punten gegeven door Litouwen

#### Halve Finale 2
Punten gegeven in de halve finale:
| 12 punten | Noorwegen    |
| 10 punten | Azerbeidzjan |
| 8 punten  | Estland      |
| 7 punten  | Ierland      |
| 6 punten  | Letland      |
| 5 punten  | Denemarken   |
| 4 punten  | Griekenland  |
| 3 punten  | Polen        |
| 2 punten  | Oekraïne     |
| 1 punt    | Cyprus       |

#### Finale
Punten gegeven in de finale:
| 12 punten | Noorwegen           |
| 10 punten | Estland             |
| 8 punten  | IJsland             |
| 7 punten  | Rusland             |
| 6 punten  | Frankrijk           |
| 5 punten  | Azerbeidzjan        |
| 4 punten  | Oekraïne            |
| 3 punten  | Verenigd Koninkrijk |
| 2 punten  | Denemarken          |
| 1 punt    | Malta               |

| 12 punten | Noorwegen           |
| 10 punten | Estland             |
| 8 punten  | IJsland             |
| 7 punten  | Oekraïne            |
| 6 punten  | Rusland             |
| 5 punten  | Frankrijk           |
| 4 punten  | Malta               |
| 3 punten  | Denemarken          |
| 2 punten  | Verenigd Koninkrijk |
| 1 punt    | Moldavië            |

| 12 punten | Noorwegen           |
| 10 punten | Estland             |
| 8 punten  | Azerbeidzjan        |
| 7 punten  | Rusland             |
| 6 punten  | IJsland             |
| 5 punten  | Frankrijk           |
| 4 punten  | Verenigd Koninkrijk |
| 3 punten  | Griekenland         |
| 2 punten  | Denemarken          |
| 1 punt    | Zweden              |

1994 · 1995-1998 · 1999 · 2000 · 2001 · 2002 · 2003 · 2004 · 2005 · 2006 · 2007 · 2008 · 2009 · 2010 · 2011 · 2012 · 2013 · 2014 · 2015 · 2016 · 2017 · 2018 · 2019 · 2020 · 2021 · 2022 · 2023 · 2024 · 2025